# 101 (عدد)
101 (مائة وواحد) هو عدد صحيح. يلي العدد 100 ويسبق العدد 102 وهو عدد طبيعي موجب. وهو العدد الأولي السادس والعشرون، ويأتي بعده مباشرة العدد الأولي 103 (مائة وثلاثة) مما يجعلهما تؤمين أوليين كما يكون 101 أيضا عدد تشين , وهو عدد قلوب (يقرأ من اليمين لليسار كما يقرأ من اليسار لليمين) مما يجعله أولي قلوب. كما أنه أولي فريد بسبب طول فترته. كما أنه عدد أيزنشتاين أولي بدون جزء تخيلي وجزئه الحقيقي من الشكل 3n-1.